# Francisco a Jacinta Marto
Svatí Francisco Marto (česky František, 11. června 1908, Aljustrel – 4. dubna 1919, Aljustrel), a jeho sestra Jacinta Marto (česky Hyacinta, 5. března 1910, Aljustrel – 20. února 1920, Lisabon) byli spolu se svou sestřenicí Lúcií dos Santos (česky Lucie) fátimští mariánští vizionáři.

## Život
Byly to nejmladší děti Manuela a Olimpie Martoových. Oba dva byli typickými vesnickými dětmi, a jak to bývalo v té době, byli oba negramotní. Podle vzpomínek jejich sestřenice, sestry Lúcie, byl Francisco klidný, nakloněný k hudbě a samotářský. Jacinta byla milá, se sladkým zpěvem a darem pro tanec. Francisco se rád modlil o samotě za hříchy světa. Jacinta uvedla, že byla hluboce zasažena děsivým viděním pekla, které se ukázalo dětem při třetím zjevení, a hluboce se přesvědčila o potřebě zachránit hříšníky skrze pokání a oběť. Všechny tři děti, ale zejména Francisco a Jacinta, za tímto účelem praktikovaly přísné sebetrýznění. Kongregace pro blahořečení a svatořečení zjistila, že Jacinta byla v tomto ohledu "hladová po sebetrýznění".

## Zjevení
Roku 1916 se sourozencům a jejich sestřenici několikrát zjevil anděl při pasení ovcí na polích ve Fátimě.
První zjevení Panny Marie přišlo 13. května 1917. Během prvního zjevení děti řekly, že je Marie požádala, aby se modlili růženec a aby jej obětovali za přeměnu hříšníků. Také je požádala, aby se následujících šest měsíců vraceli na stejné místo, vždy v třináctý den každého měsíce.

## Nemoc a smrt
Roku 1918 onemocněli oba španělskou chřipkou. V říjnu 1918 Jacinta Lucii sdělila, že se jí zjevila Marie a slíbila, že je brzy vezme do nebe. Francisco odmítl 3. dubna 1919 nemocniční léčbu a další den zemřel. Jacinta byla přesunuta do nemocnice v Ourému a poté se její stav zhoršil a byla přesunuta do nemocnice Hospital de Dona Estefânia v Lisabonu. Nakonec se léčila v Sirotčinci Panny Marie zázraků v části města Estrela. Jacinta poté onemocněla zánětem pohrudnice. Při operaci přišla o dvě žebra. Kvůli stavu jejího srdce nebyla při operaci zcela uspána. Říkala, že bolest, kterou cítí, věnuje za obrácení hříšníků. Dne 19. února 1920 požádala nemocničního kaplana o udělení svátosti přijímání a pomazání nemocných. Zemřela následující den.
Jsou pohřbeni ve Svatyni ve Fátimě.

## Proces svatořečení
Dne 30. dubna 1952 byl v diecézi Leiria-Fátima zahájen jejich proces blahořečení. Dne 13. května 1989 uznal papež sv. Jan Pavel II. jejich hrdinské ctnosti. Dne 28. června 1999 uznal zázrak uzdravení na jejich přímluvu. Blahořečeni byli 13. května 2000.
Dne 23. března 2017 uznal papež František druhý zázrak uzdravení na jejich přímluvu. Svatořečeni byli 13. května stejného roku.